# Psilomerus torulus
Psilomerus torulus är en skalbaggsart som beskrevs av Holzschuh 1993. Psilomerus torulus ingår i släktet Psilomerus och familjen långhorningar. Inga underarter finns listade i Catalogue of Life.